# Mega Mindy
Mega Mindy is een Belgische superheldenserie voor kinderen vanaf 3 jaar die wordt gemaakt door Studio 100. Elke reeks werd oorspronkelijk uitgezonden op VRT-jeugdnet Ketnet, te beginnen op 29 oktober 2006. Sinds 2 mei 2007 wordt Mega Mindy ook door de Nederlandse TROS uitgezonden, sinds 25 februari 2009 op de Waalse zender Club RTL en sinds 23 november 2009 in Italië op de jeugdzender DeA Kids.
In het najaar 2013 werd in Vlaanderen een laatste serie afleveringen van Mega Mindy uitgezonden onder de vorm van een 5-delige minireeks. Zender Ketnet gaf aan geen interesse meer te hebben in nieuwe afleveringen van de serie. De afgeleide activiteiten - zoals muzikale optredens - zouden onder leiding van productiehuis Studio 100 voorlopig wel blijven doorlopen. Toch kwam er in november 2014 nog een special: Mega Toby in de Ruimte. Op 9 december 2015 kwam de vierde Mega Mindy-film in de zalen. In de film neemt de superheldin het op tegen Rox.

## Verhaal
Mieke Fonkel (Free Souffriau) en Toby (Louis Talpe) zijn agenten op het politiebureau in het dorp van commissaris Migrain. Mieke heeft in het geheim een alter ego als superheldin Mega Mindy.
Mieke is te verlegen om voor haar mening uit te komen. Vooral de ijdele, bazige commissaris Migrain (eerst Emiel, vertolkt door Sjarel Branckaerts, later diens broer Kamiel, Anton Cogen) misbruikt dit en laat haar vooral allerhande karweitjes opknappen in plaats van politiewerk. Mieke is stiekem ook verliefd op Toby maar durft hem dat niet te vertellen. Het frustrerende voor haar is dat Toby verliefd is op haar alter ego Mega Mindy. Mieke woont in het huis van opa (Fred Van Kuyk) en oma Fonkel (Nicky Langley) achter het snoepwinkeltje van haar oma. Opa Fonkel is uitvinder, maar buiten Mieke en oma Fonkel weet niemand dit. De grootste uitvinding van opa is de capsule waarin Mieke verandert in haar alter ego Mega Mindy.
Wanneer er een overval of andere misdaad gepleegd wordt, vaak vanuit een loods in het dorp, wordt Mieke door opa's sprekende computer Bliep veranderd in Mega Mindy. De commissaris is namelijk niet erg snugger, maar opa, Toby en Mieke hebben het snel door als er iets niet klopt. Mieke gebruikt haar superkrachten om een einde te maken aan het onrecht. Soms gebruikt ze ook een van de vele andere uitvindingen van opa Fonkel. Wanneer Mega Mindy verschijnt, zegt de schurk typisch "Wie ben jij?" waarop Mega Mindy haar standaardzinnetje zegt "Ik ben Mega Mindy en jij bent een (...). En als er iets is waar Mega Mindy niet tegen kan, dan zijn het wel (...)", waarna het type schurk(en) wordt ingevuld dat van toepassing is, bijvoorbeeld 'bedrieger(s)'. Mieke kan echter maar kortstondig veranderen in Mega Mindy, daarna wordt ze opnieuw Mieke, zodat ze nooit aan kussen met Toby toekomt.
Vanaf de vierde reeks kreeg Mega Mindy een nieuwe upgrade: het ontdekkerskompas, dat in haar pak zit. Ook Toby krijgt vanaf de special aan het einde van dat seizoen een Mega-alter-ego.

### Achtergrond
De ouders van Mieke verdwenen toen ze nog een klein meisje was. Wie haar ouders waren en hoe haar ouders verdwenen zijn, wordt tijdens de reeks niet bekendgemaakt. Haar grootouders opa en oma Fonkel hebben haar sindsdien opgevoed en bezorgden haar een fijne jeugd. Opa Fonkel is een fanatieke uitvinder, maar moet dit strikt geheim houden omdat hij in het verleden van de politie een uitvindersverbod heeft gekregen. Om die reden mag Mieke ook aan niemand vertellen dat ze Mega Mindy is. Als hun geheim uitkomt, betekent dit het einde van Mega Mindy en kan de misdaad zegevieren.

## Seizoenen
| Seizoen | Afleveringen (Totaal) | Afleveringen (Seizoen) | Afleveringen (Verloop) | Uitzendingen                        | Opmerkingen                                                         |
| ------- | --------------------- | ---------------------- | ---------------------- | ----------------------------------- | ------------------------------------------------------------------- |
| 1       | 70                    | 13                     | 1 - 13                 | 29 oktober 2006 - 28 december 2006  | Met commissaris Emiel Migrain Seizoen 2 heeft 2 afleveringen minder |
| 2       | 70                    | 11                     | 14- 24                 | 4 maart 2007 - 13 mei 2007          | Met commissaris Emiel Migrain Seizoen 2 heeft 2 afleveringen minder |
| 3       | 70                    | 15                     | 25 - 39                | 24 december 2007 - 28 december 2008 | Seizoen 3 heeft 2 extra afleveringen Met commissaris Kamiel Migrain |
| 4       | 70                    | 13                     | 40 - 52                | 23 februari 2009 - 2009             | Seizoen 3 heeft 2 extra afleveringen Met commissaris Kamiel Migrain |
| 5       | 70                    | 13                     | 53 - 65                | 27 november 2010 - 2010             | Seizoen 3 heeft 2 extra afleveringen Met commissaris Kamiel Migrain |
| 6       | 70                    | 5                      | 66 - 70                | 28 oktober 2013 - 1 november 2013   | Enige seizoen waarbij de afleveringen elkaar opvolgen               |

## Rolverdeling

### Hoofdacteurs

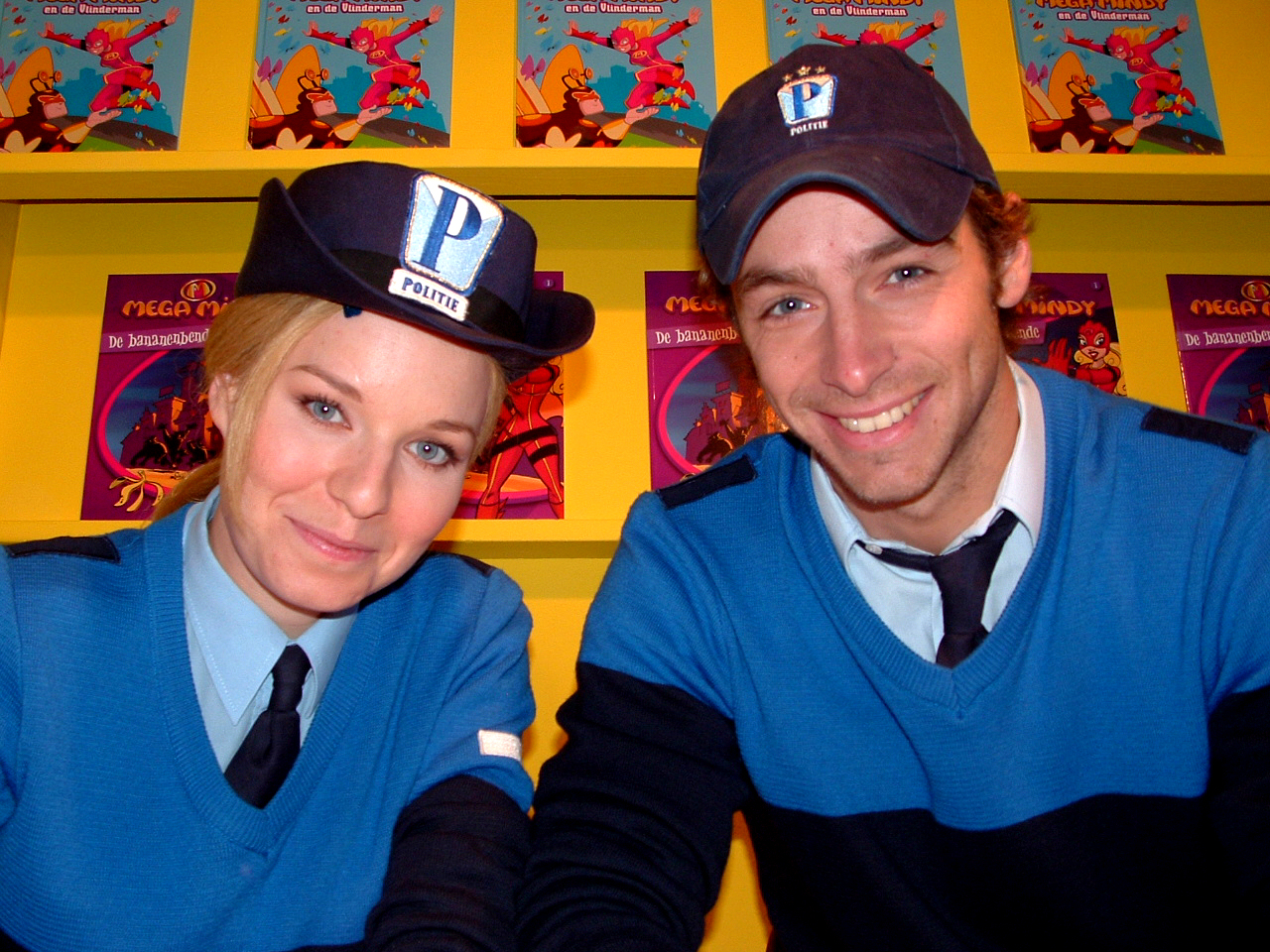
Free Souffriau en Louis Talpe op de Boekenbeurs 2007, als Mieke Fonkel en agent Toby.

| Personage                  | Acteur/actrice      | Periode   |
| -------------------------- | ------------------- | --------- |
| Mieke Fonkel/Mega Mindy    | Free Souffriau      | 2006-2015 |
| Agent Toby/Mega Toby       | Louis Talpe         | 2006-2015 |
| Commissaris Kamiel Migrain | Antoine Cogen       | 2007-2015 |
| Commissaris Emiel Migrain  | Sjarel Branckaerts  | 2006-2007 |
| Opa Fonkel                 | Fred Van Kuyk       | 2006-2015 |
| Oma Fonkel                 | Nicky Langley       | 2006-2015 |
| Sprekende computer Bliep   | Matthias Temmermans | 2006-2015 |

### Terugkerende gastacteurs
| Personage                            | Acteur/actrice       | Seizoen                                         |
| ------------------------------------ | -------------------- | ----------------------------------------------- |
| Baron Bernard Van Wezemael           | Bob Van Der Veken    | 1-2, 3                                          |
| Butler James                         | Paul Schrijvers      | 1-2                                             |
| Dokter Van Tichelt                   | Walter Quartier      | 1-2                                             |
| Journaliste Angelique                | Bianca Vanhaverbeke  | 1-2, 3                                          |
| Moeder Marie Migrain                 | Mariette Van Arkkels | 1, 2, 3, 4                                      |
| Hoofdcommissaris Manz 'de Beul'      | Ivo Pauwels          | 2-4                                             |
| Brandweercommandant De Loo           | Herman Boets         | 2, 4, 5 en de special Mega Toby in vuur en vlam |
| Museumdirecteur Philippe Den Drukker | Kurt Van Molle       | 3                                               |
| Bankdirecteur                        | Ronald Van Rillaer   | 3                                               |
| Burgemeester                         | Ron Cornet           | 3-4                                             |

## Afleveringen
Tussen 2006 en 2013 werden van de televisiereeks 5 reguliere seizoenen, 4 specials en een minireeks van 5 afleveringen uitgezonden. Alles samen is dit goed voor een totaal van 74 afleveringen.
Vanwege de drukke periode van Souffriau en Talpe werden er de laatste 4 jaar wat minder afleveringen opgenomen. Dit betekent echter niet dat de reeks definitief gestopt is. In 2015 stopte de reeks wel definitief. Op 23 juli 2021 kondigde Souffriau aan definitief te stoppen met de rol van Mega Mindy.

## Films
Op 1 juli 2009 verscheen de eerste film over Mega Mindy in de Vlaamse bioscoopzalen: Het geheim van Mega Mindy.
Terwijl de eerste film nog in de bioscoop draaide werd er al bekendgemaakt dat er een tweede in de maak was, maar de voor het najaar van 2009 geplande opnames werden wegens actrice Free Souffriau's zwangerschap uitgesteld tot mei 2010. In plaats van de tweede Mega Mindy-film te draaien besloten de makers "Mega Toby" een eigen korte televisiefilm te geven. Uiteindelijk werd in december 2009 Mega Toby gefilmd en in het voorjaar van 2010 op televisie uitgezonden.
De uiteindelijke tweede film, Mega Mindy en het Zwarte Kristal, verscheen half december 2010 in de bioscopen.
In het voorjaar van 2011 maakte Studio 100 bekend bezig te zijn met de voorbereidingen van de derde film, Mega Mindy en de Snoepbaron, die op 21 december 2011 in de bioscopen kwam en in de zomer van 2013 in tv-première ging bij Ketnet.
Op 9 december 2015 kwam de film Mega Mindy versus Rox in de Vlaamse en Nederlandse bioscopen. In deze vierde Mega Mindy-film neemt de superheldin het op tegen team ROX, eveneens een Studio 100-programma.

## Productie
In het programma zijn heel wat speciale effecten gebruikt. Zo kan Mega Mindy van plaats veranderen of kan ze sneller gaan of bewegen dan andere personen. Het was het eerste televisieprogramma waarin Studio 100 zoveel speciale effecten gebruikt. De speciale effecten zijn door Belgische studio "Grid VFX" gemaakt.
In Mega Mindy zijn er diverse overeenkomsten met Merlina, een jeugddetectiveserie die begin jaren 80 op VRT werd uitgezonden, zoals de uitvindingen van opa Fonkel of Napoleon (het fototoestel dat foto's maakt in het verleden, de alwetende, (tegen)sprekende computer (Bliep of Evarist) en de personages (de verwaande maar stuntelige commissaris Migrain of Stapel).
Acteur Sjarel Branckaerts, die de rol van commissaris Emiel Migrain vertolkte, overleed onverwachts op 10 juni 2007. De opnames werden een tijdje gestaakt, maar uiteindelijk werd besloten om verder te gaan met de reeks, met acteur Antoine Cogen als de nieuwe commissaris Kamiel Migrain (de even domme en arrogante broer van Emiel). Verhaalgewijs opende het derde seizoen van Mega Mindy met het nieuws dat Emiel was gepromoveerd tot chef van de nationale veiligheidsdienst, en dat Kamiel hem kwam vervangen. De aflevering Opa boef werd in de aftiteling opgedragen aan Sjarel Branckaerts.
Vele van de opnames, waaronder bij het politiekantoor, gebeuren in het Antwerpse polderdorpje Lillo.

## Dvd's

### Reeks 1
- 1. De snorrenbende - Het olijf-misdrijf
- 2. De valse dokter - De stemmenmicrofoon
- 3. Wonderhaar - Winkeldieven
- 4. De paardenrace - Cash in de Carwash
- 5. De Pinguïnjas - De groene ratten
- 6. De foute goochelaar - Het Egyptisch masker
- 7. De kerkgangster

### Reeks 2
- 1. De Bijenkoning
- 2. De valsmunters
- 3. De slaapverwekker
- 4. Circus Manzini
- 5. Opa boef

### Specials
- 1. Uit het dagboek van Mega Mindy
- 2. Mega Toby special
- 3. Mega Mindy en de dolfijnendiefstal
- 4. Mega Toby redt de race
- 5. Mega Toby in vuur en vlam
- 6. Mega Mindy reizen door de tijd
- 7. Mega Toby in de ruimte

### Theatershowopnames op dvd
- 1. Mega Mindy en de schitterende smaragd (2009)
- 2. Mega Mindy en de poppenmeester (2011)
- 3. 3D Mega Mindy Show (2012)

## Theatershows
- In 2008-2009 stond de show Mega Mindy en de schitterende smaragd op de planken.
- In het najaar van 2010 kwam de ploeg opnieuw op de planken met hun nieuwe show Mega Mindy en de poppenmeester.
- In 2011 was er de MEGA Mindy Show. Hierin speelden Mega Mindy en Mega Toby mee en de commissaris en oma Fonkel. Opa Fonkel niet.
- In 2021 werd de 'Mega Mindy Theatershow: De Stemmendief' aangekondigd. Deze zou in 2022 in verschillende theaters in Nederland spelen, maar werd geannuleerd door onbekende redenen.[3] In deze theatershow zal niet de vaste actrice Free Souffriau de hoofdrol spelen, maar Lotte Stevens, die in het verleden al enkele keren was ingevallen. De rol van agent Toby zal worden vertolkt door Tuur Roels.[4][5]
- In september 2023 ging de show 'De Onzichtbare Ekster' in première in Antwerpen.

### Studio 100 Zomerfestival
Mega Mindy was vanaf 2007 van de partij bij het Studio 100 Zomerfestival. In sommige jaren was Mega Toby er ook bij.

## Discografie

### Albums
| Album met eventuele hitnotering(en) in de Nederlandse Album Top 100 | Datum van verschijnen | Datum van binnenkomst | Hoogste positie | Aantal weken | Opmerkingen |
| ------------------------------------------------------------------- | --------------------- | --------------------- | --------------- | ------------ | ----------- |
| Mega Mindy                                                          | 19-11-2007            | 16-02-2008            | 3               | 30           |             |
| Tijd voor Mega Mindy                                                | 16-11-2009            | 21-11-2009            | 42              | 3            |             |

| Album met hitnotering(en) in de Vlaamse Ultratop 200 albums | Datum van verschijnen | Datum van binnenkomst | Hoogste positie | Aantal weken | Opmerkingen |
| ----------------------------------------------------------- | --------------------- | --------------------- | --------------- | ------------ | ----------- |
| Mega Mindy                                                  | 2007                  | 24-11-2007            | 2               | 48           |             |
| Tijd voor Mega Mindy                                        | 2009                  | 21-11-2009            | 26              | 10           |             |

### Singles
| Single met eventuele hitnotering(en) in de Nederlandse Top 40 | Datum van verschijnen | Datum van binnenkomst | Hoogste positie | Aantal weken | Opmerkingen                 |
| ------------------------------------------------------------- | --------------------- | --------------------- | --------------- | ------------ | --------------------------- |
| Ik ben Mega Mindy                                             | 12-01-2007            | 14-07-2007            | tip10           | -            | Nr. 40 in de Single Top 100 |
| Mega Mindy tijd                                               | 18-06-2007            | -                     |                 |              | Nr. 94 in de Single Top 100 |
| Ruim baan                                                     | 15-11-2010            | -                     |                 |              | Nr. 45 in de Single Top 100 |

| Single met hitnotering(en) in de Vlaamse Ultratop 50 | Datum van verschijnen | Datum van binnenkomst | Hoogste positie | Aantal weken | Opmerkingen |
| ---------------------------------------------------- | --------------------- | --------------------- | --------------- | ------------ | ----------- |
| Ik ben Mega Mindy                                    | 2007                  | 27-01-2007            | 9               | 22           |             |
| Mega Mindy tijd                                      | 2007                  | 30-06-2007            | 1(4wk)          | 26           |             |
| Toby Toby                                            | 22-10-2007            | 03-11-2007            | 2               | 16           |             |
| Tijd voor Mega Mindy                                 | 01-06-2009            | 20-06-2009            | 27              | 3            |             |
| Ruim baan                                            | 2010                  | 27-11-2010            | tip35           | -            |             |
| Stoer (Net als Mega Mindy)                           | 21-11-2011            | 07-01-2012            | tip86           | -            |             |

### Dvd's
| Dvd's met hitnoteringen in de Nederlandse Music Top 30 | Datum van verschijnen | Datum van binnenkomst | Hoogste positie | Aantal weken | Opmerkingen |
| ------------------------------------------------------ | --------------------- | --------------------- | --------------- | ------------ | ----------- |
| Uit het dagboek van Mega Mindy special!                | 2008                  | 28-06-2008            | 1(1wk)          | 39           |             |
| Mega Mindy Show - De poppenmeester                     | 2011                  | 26-02-2011            | 4               | 26           |             |
| Mega Mindy Show                                        | 2012                  | 11-02-2012            | 3               | 7            |             |

| Dvd's met hitnoteringen in de Vlaamse Ultratop muziek-dvd top 10/20 | Datum van verschijnen | Datum van binnenkomst | Hoogste positie | Aantal weken | Opmerkingen |
| ------------------------------------------------------------------- | --------------------- | --------------------- | --------------- | ------------ | ----------- |
| Uit het dagboek van Mega Mindy special!                             | 2008                  | 28-06-2008            | 1(11wk)         | 80           |             |
| Mega Mindy Show - De schitterende smaragd                           | 2009                  | 23-05-2009            | 1(4wk)          | 40           |             |
| Mega Mindy show - De poppenmeester                                  | 2011                  | 26-02-2011            | 1(1wk)          | 35           |             |
| Mega Mindy Show                                                     | 2012                  | 11-02-2012            | 2               | 10           |             |

## Boeken

### Strips
Er verscheen ook een stripreeks bestaande uit zes albums gebaseerd op Mega Mindy. De stripverhalen werden getekend en geschreven door Charel Cambré.

### Voorleesboeken
- 1. De IJskoningin (2007)
- 2. De vlinderman (2007)
- 3. De zuurmaker (2008)
- 4. De vogeldame (2008)
- 5. De dierenbaron (2009)
- 6. Dokter Tijdsein (2009)

## Games
- 1. De bananenbende (pc) (2008)
- 2. Het geheim van Mega Mindy (Nintendo DS) (2009)